# William Alexander Morgan
William Alexander Morgan Ruderth (Cleveland, 19 de abril de 1928-Cuba, 11 de marzo de 1961) fue un militar y guerrillero estadounidense,  participante en la Revolución Cubana en sus primeros años. Era conocido como el «Comandante Yankee». Declarado "Héroe de la Revolución Cubana".

## Primeros años
William Alexander Morgan, nacido en 1928, era un impetuoso joven estadounidense, quien residía en el estado de Míchigan y a los dieciocho años de edad se enroló en el Ejército de los Estados Unidos. Enviado a Japón como parte de las fuerzas de ocupación después de terminada la II Guerra Mundial, tiene problemas de disciplina, y lo condenan a tres meses de confinamiento; pero a los días de estar preso, domina a un agente de policía militar, y logra escapar.
Capturado Morgan, es enviado a cumplir cinco años en una prisión en California, después lo trasladan a una cárcel de Míchigan, cerca de su pueblo natal, Toledo, en Ohio. Ahí lo dejan libre, dándole de baja del ejército con un certificado deshonorable, era el año 1950.

## Revolución cubana

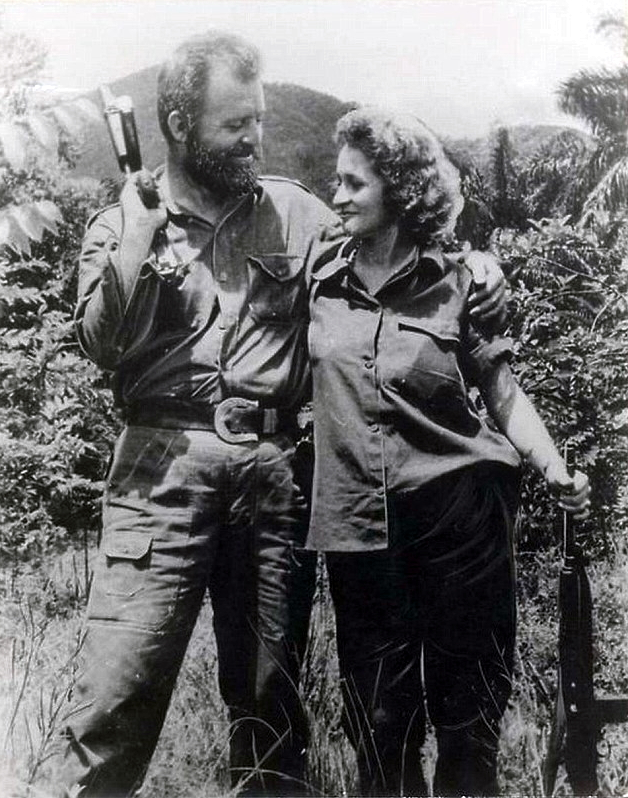
Williiam Morgan y Olga María Rodríguez Farinas en las montañas de Cuba en 1958.

Morgan era amigo de Jack Turner, un traficante de armas y drogas quien se las enviaba a los alzados. Morgan se le unió en esas actividades a principios de 1956. Para 1958 sube a la Sierra del Escambray, en Las Villas, y se une al Segundo Frente Nacional del Escambray dirigido por el Comandante Eloy Gutiérrez Menoyo.
De guerrillero en el Escambray, Morgan se enamora de una joven cubana también alzada en armas Olga María Rodríguez Farinas, y los dos jóvenes unen sus vidas.

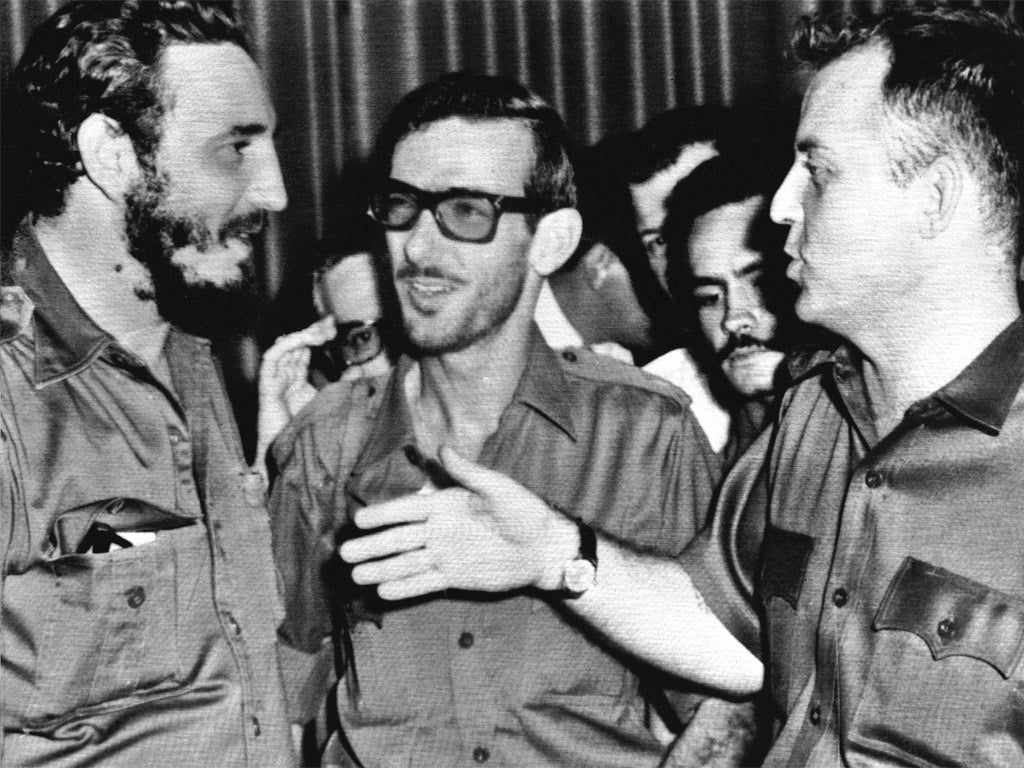
Fidel Castro, Eloy Gutiérrez Menoyo y William Alexander Morgan en La Habana en 1959.

Al triunfo de la revolución el primero de enero de 1959, Morgan quien ya desde hacía días se encontraba peleando en los llanos de la antigua provincia de Las Villas, se hace cargo de la ciudad de Cienfuegos. Es de anotar que las principales ciudades de Cuba, así como un 85% de los pueblos rurales, fueron entregados pacíficamente por el alto mando del ejército, el cual se encontraba desmoralizado debido a la huida del dictador Batista, quien había dado un golpe de Estado en el año 1952, al entonces presidente Carlos Prío.
De Cienfuegos, Morgan se une a la caravana triunfal de Fidel Castro, que partiendo desde Santiago de Cuba, recorría por la Carretera Central toda la isla. Ya en La Habana, el comandante William Morgan se convierte en una de las diez primeras figuras populares de la revolución triunfante, pues sumado a que era un ciudadano estadounidense, su valor demostrado en los combates de las cercanías de Banao, Trinidad, y otros sitios de la sierra, lo proyectan como héroe.

## La invasión de Trinidad
Un punto no muy aclarado en la trayectoria de Morgan, es su participación en la llamada Invasión a Trinidad desde República Dominicana. En esos iniciales meses del triunfo, los amigos íntimos de Morgan ya conocían de su anticomunismo, y en particular sus desacuerdos con el argentino Che Guevara y Félix Torres González. Con base en estos datos, los familiares y miembros del antiguo régimen que preparaban una invasión desde Santo Domingo, República Dominicana, hacen contacto con Morgan para tomar la ciudad de Trinidad, y así comenzar una revuelta en toda la isla de Cuba.

Morgan en unión de Eloy Gutiérrez Menoyo, que fue su jefe cuando estaban alzados, aún creyendo que la revolución no era comunista, le comunica los planes del grupo de República Dominicana. Morgan, entonces siguiendo lo planeado, dice a los invasores que tiene tomada la ciudad de Trinidad, y cuando estos aterrizan en el aeropuerto de dicha ciudad el 12 de agosto de 1959, todos son apresados. El 15, a los tres días de la fracasada invasión a Trinidad, en una conferencia por televisión, Fidel Castro presenta a Morgan como héroe, y manifiesta:
« Morgan es cubano, no americano ».

## Comandante en el Escambray y muerte
Morgan rechazó los cargos políticos que le ofreció el nuevo gobierno.
Al transcurrir los meses, Morgan, quien había sido asignado a un plan industrial en la sierra del Escambray, seguramente con el propósito de mantenerlo aislado pues ya sus comentarios eran conocidos en contra de las continuas críticas que se le hacían a los Estados Unidos, se pone a organizar un movimiento con el Comandante Jesús Carreras Zayas, y otros oficiales anticomunistas del Ejército Rebelde, para revertir el proceso marxista de la revolución. Se dio cuenta del autoritaritarismo que iba adquiriendo el nuevo régimen a semejanza del modelo soviético.

### Arresto
Al descubrirse estos hechos, el 19 de octubre de 1960 Morgan es llamado por el ministro de Agricultura Pedro Miret Prieto a su despacho donde Morgan es sorprendido por miembros del G.2 a las órdenes del comandante Ramiro Valdés Menéndez. Inmediatamente es detenido y encarcelado en la Fortaleza de San Carlos de La Cabaña.

### Ejecución

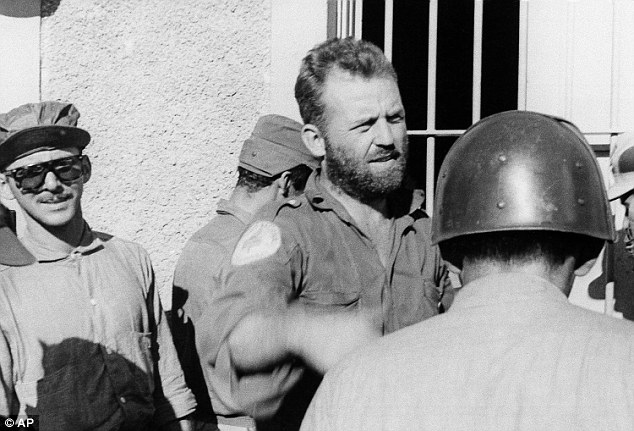
William Alexander Morgan en una prisión de La Habana poco antes de ser ejecutado.

Después de varios meses de prisión, el 9 de marzo de 1961 le celebran juicio a él y a Jesús Carreras Zayas, donde el fiscal lo acusa de ser agente de la Agencia Central de Inteligencia y es condenado a muerte por traición. A los dos días, el 11 de marzo, en la madrugada, el comandante de la revolución cubana William Morgan, a la edad de 32 años, es fusilado.
A su esposa Olga María Rodríguez Farinas la condenaron a 12 años de cárcel en 1961. En 1980, después de haber cumplido completamente su condena, ella viajó a Estados Unidos en un programa de refugiados conocido por el Éxodo del Mariel.

## En la cultura popular
La directora Adriana Bosch dirigió en 2015 el documental de PBS American Experience con el episodio titulado American Comandante.
En abril de 2020 se informó que Adam Driver protagonizaría una adaptación cinematográfica del artículo de David Grann aparecido en el New Yorker,    escrita y dirigida por Jeff Nichols, y se preveía que el rodaje comenzara en 2021 con el título Yankee Comandante.